# Шубин, Алексей Викторович
Алексе́й Ви́кторович Шу́бин (укр. Олексій Вікторович Шубін; 5 апреля 1975, Орджоникидзе, Днепропетровская область — 18 ноября 2024, близ Липцов, Харьковская область) — украинский футболист, выступавший на позиции защитника.

## Биография
Воспитанник Днепропетровского высшего училища физической культуры, где занимался футболом под руководством Игоря Ветрогонова. Во взрослом футболе дебютировал в 1992 году в составе павлоградского «Шахтёра», за который провёл 1 игру в Кубке Украины. В 1993 году перешёл в «Ведрич» из Речицы, где отыграл два сезона в высшей лиге чемпионата Беларуси. В 1995 году стал игроком клуба украинской Высшей лиги — запорожского «Торпедо», за которое дебютировал 20 мая 1995 года, выйдя на замену вместо Алексея Якименко на 52-й минуте выездного матча против ивано-франковского «Прикарпатья». Защищал цвета «автозаводцев» на протяжении 4-х сезонов. В 1998 году перешёл в никопольский «Металлург», выступавший в первой лиге, где провёл полгода. Затем стал игроком футбольного клуба «Черкассы», в футболке которого играл на протяжении последующих 4-х сезонов в первой лиге. В 2000 году своей игрой помог команде завоевать бронзовые награды турнира. В течение 2002 года выступал за ахтырский «Нефтяник», а в 2003 году вернулся в «Металлург» из Никополя. Последним профессиональным клубом в карьере стала черниговская «Десна», в составе которой игрок провёл полгода в сезоне 2004/2005, который команда завершила на второй позиции в турнирной таблице своей группы второй лиги. Закончив выступления играл за любительские коллективы.
С началом вторжения в Украину российских войск вступил в ряды Сил обороны Украины. Проходил службу в звании младшего сержанта, на должности главного сержанта взвода разведки специального назначения одного из подразделений Национальной гвардии Украины. Был награждён почётным нагрудным знаком главнокомандующего ВСУ «Золотой крест», также имел знаки отличия за оборону Харьковщины. Погиб в ноябре 2024 года при выполнении боевого задания, в результате удара FPV-дрона. Длительное время считался пропавшим без вести. Похоронен в марте 2025 года в родном городе.

## Семья
Брат, Владислав Шубин, также профессиональный футболист.

## Достижения
- Бронзовый призёр первой лиги чемпионата Украины: 1999/2000
- Серебряный призёр второй лиги чемпионата Украины: 2004/05 (группа «В»)